# Christopher Glancy
Christopher Glancy CSV (* 10. April 1960 in Moline) ist emeritierter Weihbischof in Belize City-Belmopan.

## Leben
Christopher Glancy studierte Soziologie an der Loyola University Chicago. 1979 trat er der Ordensgemeinschaft der Viatoristen bei. Am 16. Juli 1983 legte er die zeitlichen Gelübde ab, am 13. Juli 1986 die feierliche Profess. Am 17. April 1993 empfing er die Priesterweihe. Er war Kaplan in Kankakee und von 1998 bis 2002 in Corozal in Belize. Anschließend arbeitete er in der Pfarrseelsorge in Chicago.
Papst Benedikt XVI. ernannte ihn am 18. Februar 2012 zum Weihbischof in Belize City-Belmopan und Titularbischof von Absa Salla. Die Bischofsweihe spendete ihm der Apostolische Nuntius in El Salvador und Belize, Luigi Pezzuto, am 5. Mai desselben Jahres; Mitkonsekratoren waren Dorick McGowan Wright, Bischof von Belize City-Belmopan, und Jacques Berthelet CSV, Altbischof von Saint-Jean-Longueuil.
Am 13. März 2024 nahm Papst Franziskus das vorzeitige Rücktrittsgesuch von Christopher Glancy an.